# Füzesér
Füzesér (szlovákul: Vrbnica, korábban Fišarovce) község Szlovákiában, a Kassai kerület Nagymihályi járásában.

## Fekvése
Nagymihálytól 9 km-re délre, a Laborc és az Ondava között fekszik.

## Története
1330-ban említik először.
A 18. század végén Vályi András így ír róla: „FŰZESÉR. Fiszarovcze. Elegyes magyar, és tót falu Zemplén Vármegyében, földes Ura Füzeséri Uraság, lakosai katolikusok, fekszik Dusa vize, ’s Nagy Cséb mellett, Pazditstól sem meszsze. Határja mindenféle gabonát terem, réttyei jók, legelője elég, malma alkalmatos, eladásra jó módgya, Nagy Mihályon, Ungváron, és Homonnán, fája helyben nintsen, de könnyen szerezhetnek a’ szomszéd helyeken, mind tűzre, mind épűletre, dohánnya nevezetes, első Osztálybéli.”
Fényes Elek 1851-ben kiadott geográfiai szótárában így ír a faluról: „Füzesér, magyar-orosz falu, Zemplén vmegyében, N. Cseb fil. 167 romai, 140 g. kath., 48 ref., 35 zsidó lak. 468 hold szántófölddel. F. u. Füzéresy s m. Nagy-Mihályhoz 1 1/2 óra.”
Borovszky Samu monográfiasorozatának Zemplén vármegyét tárgyaló része szerint: „Füzesér, tót kisközség 59 házzal és 329, nagyobbára róm. kath. vallású lakossal. Saját postája van, távíróhivatala pedig Bánócz. E község már 1383-ban a mai néven szerepel, a mikor a Bethleni Beke családot egy itteni rész birtokába iktatják. Ugyanekkor a község urai a Füzesséryek, kiktől Zsigmond király 1403-ban pártütésük miatt elvette és Tövisi János fia János mesternek adományozta. Ezután ennek utódai, a Tövisi és Füzeséri Füzesséryek az urai, de részük van itt 1425-ben az Alcsebieknek, 1437-ben a Zádorháziaknak, 1470-ben az Uporiaknak, 1480-ban Bakócz Gáspárnak és Menyhértnek, 1492-ben Horváth Györgynek, az Eőri Dacsóknak és a Kisabarai Baska családnak is. 1519-ben Rákóczy Zsigmond és Ferencz bírják és az 1598-iki összeírás a Rákóczyak mellett Füzesséry Andrást és Pétert is birtokosaiként említi. 1612-ben Izdenczy Györgyöt iktatják itt valamely részbirtokba, ezután pedig a Füzesséryek mellett még kisebb birtokosokként szerepelnek a XVIII. században Kovásznay Ádám, Vladár Pál, továbbá később a Kiss, Lacsny, Héthy, Krivácsy, Szilvássy és Sztankay családok is. Most is a Füzesséryeknek van itt nagyobb birtokuk.”
1920-ig Zemplén vármegye Nagymihályi járásához tartozott.

## Népessége
| Év:            | 1994. | 2004.    | 2014.    | 2024.    |
| -------------- | ----- | -------- | -------- | -------- |
| Emberek száma: | 601   | 806      | 1020     | 1321     |
| Eltérés:       |       | +34,10 % | +26,55 % | +29,50 % |

| Év:            | 2023. | 2024.   |
| -------------- | ----- | ------- |
| Emberek száma: | 1281  | 1321    |
| Eltérés:       |       | +3,12 % |

1910-ben 344, túlnyomórészt szlovák anyanyelvű lakosa volt.
2001-ben 738 lakosából 673 szlovák és 47 cigány volt.
2011-ben 931 lakosából 614 szlovák és 251 cigány volt.

## Nevezetességei
- Szűz Mária Neve tiszteletére szentelt, római katolikus temploma 1800-ban épült.

## Híres emberek
- Itt volt református lelkész 1766 körül bekövetkezett haláláig Spáczai András egyházi író, aki magyar nyelvű egyházi könyveket fordított szlovákra.